# Tonga Major League 2013
La Tonga Major League 2013 è stata la 22ª edizione della massima serie del campionato tongano di calcio, conclusa con la vittoria del Lotoha'apai United al suo quattordicesimo titolo e terzo consecutivo.

## Formula
Le squadre partecipanti erano quattro e avrebbero dovuto disputare un turno di andata e ritorno per un totale di sei partite.
Solo 4 delle 6 giornate inizialmente in programma sono state effettivamente disputate, a causa dell'annullamento delle ultime due giornate di campionato con la proclamazione della squadra prima in classifica campione.

## Classifica finale
|  |    | Classifica finale 2003 | Pt | G | V | N | P | GF | GS |
|  | -- | ---------------------- | -- | - | - | - | - | -- | -- |
|  | 1. | Lotoha'apai Utd        | 12 | 4 | 4 | 0 | 0 | 27 | 2  |
|  | 2. | Ha'amoko United Youth  | 6  | 4 | 2 | 0 | 2 | 15 | 9  |
|  | 3. | Marist Prems           | 4  | 4 | 1 | 1 | 2 | 8  | 6  |
|  | 4. | Popua                  | 1  | 4 | 0 | 1 | 3 | 3  | 36 |

### Verdetti
- Lotoha'apai United Campione di Tonga